# Райт, Питер (игрок в дартс)
Питер Райт (англ. Peter Wright; род. 10 марта 1970, Ливингстон) — шотландский профессиональный дартсмен, выступающий на турнирах под эгидой PDC. Прозвище — Snakebite (Змеиный укус).
Двукратный чемпион мира (2020 и 2022). Лидер рейтинга Order of Merit c 6 марта по 24 июля и с 9 по 30 октября 2022 года.
Победитель 48 турниров под эгидой PDC. Двукратный победитель Чемпионата Европы (2020, 2023), победитель UK Open (2017), World Matchplay (2021). Победитель турнира Players Championship Finals (2021) и турнира Masters (2020). В составе команды Шотландии - двукратный победитель Кубка мира (2019, совместно с Гэри Андерсоном и 2021, совместно с Джоном Хендерсоном).
Райт выделяется среди остальных дартсменов ярким стилем одежды и прической-ирокез, при этом изменяя цвет на каждом турнире и по ходу него. Парикмахером является его жена Джоанн. Ранее считалось, что его прозвище Snakebite происходит от названия любимого напитка, однако в 2020 году Райт опроверг эту информацию и отметил, что он «просто любит змей».

## Карьера

### Турниры под эгидой BDO
Райт участвовал в чемпионате мира по дартсу BDO 1995 года, где в первом раунде проиграл в трёх сетах валлийцу Ричи Бёрнетту, который впоследствии завоевал титул. Следующие десять лет Райт играл в местных лигах Англии. Его жене Джоанн пришлось убедить Райта возобновить профессиональную карьеру после того, как они смотрели турнир Grand Slam of Darts и Райт рассказывал, что он побеждал игравших там дартсменов.

### 2005—2010
Дебют Райта в турнирах Professional Darts Corporation состоялся на Открытом чемпионате Великобритании 2005 года (UK Open), где он проиграл в третьем раунде со счётом 4-5 Дэйву Смиту. До 2008 года он играл на турнирах корпорации редко, не имея возможности выступать на всех стартах, так как зарабатывал всего 1200 фунтов призовых в течение года.
2009 год оказался успешнее для Райта. Дартсмен дебютировал на телевизионном турнире PDC — Las Vegas Desert Classic, где он потерпел поражение 3-6 от Колина Ллойда в первом раунде. Его хорошая игра на PDC Pro Tour (в частности, благодаря турниру в Лас-Вегасе) позволила ему квалифицироваться на World Matchplay 2009 года. Райт уступил Терри Дженкинсу в первом раунде со счётом 4-10. Далее он выступал на Players Championship, где сумел получить право выступить на чемпионате мира. Там он попал на голландца Майкла ван Гервена в первом раунде и проиграл 1-3.
В 2010 году Райт дебютировал в финалах Players Championship и проиграл в первом раунде 2-6 Уэсу Ньютону. В апреле он достиг своего первого финала в туре PDC на шестом квалификационном турнире к UK Open, где проиграл Филу Тейлору 2-6. Райт попал на этот турнир, где в третьем раунде уступил Уильяму О’Коннору 7-9.

### Сезон 2011
Райт одержал первую победу в матче чемпионата мира в 2011 году, где он в первом раунде обыграл голландца Ко Стомпе со счётом 3-1, а затем «прошёл» австралийца Пола Николсона 4-2. В третьем раунде Райт попал на Фила Тейлора и уступил 1-4. Тем не менее, его средним набором на три дротика были высокие 96,56 очка. Он успешно выступил на Открытом чемпионате Великобритании, дойдя до стадии 1/8 финала, где уступил Марку Хилтону. Также Райт второй раз в карьере играл на World Matchplay, где проиграл в первом раунде австралийцу Саймону Уитлоку 7-10. Первым крупным турниром Райта в сезоне стал чемпионат Европы, где он победил Джона Пата и Гэри Андерсона, после чего уступил Уитлоку 6-10. Он сумел в дальнейшем дойти до 18-го финала Players Championship, где проиграл Андерсону 2-6. Райт победил Дениса Овенса 6-4 в первом раунде финала Players Championship, но в следующем раунде проиграл Уэсу Ньютону 6-8.

### Сезон 2012
Райт не смог повторить своё достижение 2011 года в новом году, где он уступил 1-3 Йелле Клаасену в первом раунде. Райт промахнулся 11 раз подряд, имея возможность выиграть первый и второй сеты. Райт представлял Шотландию вместе с Гэри Андерсоном на Кубке мира по дартсу 2012 года, где уступили Южной Африкой во втором раунде в решающем леге. Райт победил Энди Брауна и бывших чемпионов мира Джона Парта и Ричи Бернетта, сумев добраться до стадии 1/8 финала на Открытом чемпионате Великобритании, после чего уступил голландскому дартсмену Раймонду ван Барневельду. Райт выигрывал 8-6 и ему было необходимо закрыть 138, чтобы впервые в карьере выйти в четвертьфинал. Он попал в утроение 20 первым дротиком, а затем попал в сектор 18. У шотландца оставалось 60 очков, однако Райт третьим дротиком попал в утроение 20 и перебрал 138, после чего проиграл матч 8-9.
Райт выиграл свой первый рейтинговый турнир PDC в октябре 2012 года, на 15-м Players Championship в Килларни. Он в финале победил Роберта Торнтона 6-1 со средним набором 107. После того, как были сыграны все 33 события ProTour 2012 года, Райт был 17-м в рейтинге PDC, что позволило ему легко пройти в финальный турнир Players Championship.. Он победил Колина Ллойда и Уэйна Джонса, а затем проиграл Киму Хейбрехтсу 6-10 в четвертьфинале.

### Сезон 2013
На чемпионате мира 2013 года Райт победил Аррона Монка 3-0 в первом раунде, попав на голландца Майкла ван Гервена, которого Райт назвал «недостаточно хорошим» перед матчем. Райт выиграл первые два сета, но ван Гервен выиграл 12 из следующих 14 легов, одержав победу 4-2. В восьми отборочных турнирах UK Open в начале 2013 года Райт дважды проигрывал на стадии четвертьфиналов и трижды в полуфиналах, что позволило ему стать четвёртым в рейтинге PDC. Именно на UK Open Райт вышел в свой первый полуфинал крупного турнира PDC. У него были впечатляющие победы над Газом Казинсом (9-4), первым номером рейтинга BDO Стивеном Бантингом (9-2), Стивом Уэстом (9-4) и Адрианом Льюисом (10-6). Его сумел остановить лишь Фил Тэйлор, победив в полуфинале 10-5. Райт затем поставил перед собой цель попасть в топ-16 в мировом рейтинге к концу года. Позже в этом месяце Питер выиграл свой второй рейтинговый турнир в карьере на пятом Players Championship. Его средний набор составил высочайшие 118,66 очка в матче против Гэри Андерсона, в котором Райт победил 6-0 за десять минут (это было в четвертьфинале). В полуфинале шотландец победил Кевина Пейнтера 6-3, а в главном матче — Уэса Ньютона 6-1. Он проиграл 4-6 Колину Ллойду в первом раунде чемпионата Европы и 3-13 Майклу ван Гервену во втором раунде World Matchplay. Райт дошел до финала German Darts Championship, где проиграл Дэйву Чисналлу 2-6. Он также проиграл Чисналлу в финале седьмого Players Championship, однако до этого победил ван Гервена 6-2 в полуфинале. На десятом турнире он также вышел в финал, где проиграл Раймонду ван Барневельду 3-6. На World Grand Prix он проиграл Уэсу Ньютону 0-2 в первом раунде, но после этого впервые попал в топ-16 в мире. Это позволило ему выступить на турнире Masters, где играют исключительно 16 лучших общем рейтинге. Там он, однако, проиграл в первом раунде со счётом 2-6 Майклу ван Гервену.

### Сезон 2014
Райт на чемпионате мира 2014 года в третьем раунде встретился с Майклом Смитом, который победил Фила Тейлора ранее. Шотландец в этом матче показал средний набор 105,07, что позволило ему впервые попасть в четвертьфинал мирового первенства. В матче против Уэса Ньютона победитель определялся в решающем сете, где Райт не использовал четыре матч-дротика, однако всё равно победил, закрыв 121 броском в булл. В полуфинале Райт встретился с австралийцем Саймоном Уитлоком. Он переиграл Уитлока с самого начала и продолжил показывать высокие показатели, имея в среднем наборе за три дротика более 100 очков. Он победил со счётом 6-2. В финальном матче Питер Райт проиграл 12 из первых 14 легов против Майкла ван Гервена, однако затем выиграл два сета. Он имел шанс выиграть сет, уступая 2-4, однако не попал в нужное удвоение, после чего проиграл ещё два сета. Уступая 2-6, Райт сумел снова выиграть два сета подряд, но упустил затем снова не смог попасть в удвоение, имея шанс спастись, и уступил 4-7. Призовые в размере 100 000 фунтов стерлингов стали самым высоким выигрышем в карьере, а в рейтинге Райт поднялся не седьмое место. Шотландец был признан самым прогрессирующим игроком (Most Improved Player), а также завоевал приз PDPA Player на ежегодной премии PDC в январе.
Достижения Питера Райта позволили ему принять участие в Премьер-лиге, и уже в самом начале он одержал победы над Филом Тейлором (7-4), Адрианом Льюисом (7-1) и Саймоном Уитлоком (7-3), расположившись в верхней части турнирной таблицы к шестой неделе. Несмотря на три поражения подряд в середине турнира, Райт находился в зоне плей-офф вплоть до 13-й недели, а где сыграл вничью с Тейлором 6-6. Тем не менее после того он опустился на пятое место в таблице, проиграв ван Гервену 5-7. Райт выиграл свой третий титул, получив рейтинговые очки своей карьеры на девятом Players Championship, обыграв Джастина Пайпа 6-2. На турнире Dubai Duty Free Darts Masters Райт победил Тейлора 10-5 и Дейва Чисналла 11-8. В финале шотландец вновь попал на Майкла ван Гервена, который победил 11-7. Райт участвовал во втором для себя Кубке мира по дартсу в этом году в паре с Робертом Торнтоном, и они вышли в четвертьфинал, где играли против Брендана Долана и Майкла Мэнселла из Северной Ирландии. Райт проиграл в одиночном поединке со счетом 2-4 Долану, но Торнтон победил Мэнселла, сведя матч в решающую парную игру, которую Шотландия проиграла 1-4. На European Darts Open Райт в среднем набрал 111,29, обыграв Майкла Смита 6-1 во втором раунде, и вышел в финал, где он выиграл свой первый титул чемпиона Европы, победив Саймона Уитлока 6-2. Он также вышел в финал последнего Players Championship, но проиграл Гари Андерсону 5-6.

### Сезон 2015
Райт без проблем вышел в четвертьфинал чемпионата мира 2015 года, проиграв лишь один сет в своих первых трех играх. Тем не менее, он проиграл своему соотечественнику Гэри Андерсону 1-5. На UK Open со счётом 9-1 шотландец победил Раймонда ван Барневельда, а затем Райт встретился с Филом Тейлором в четвертьфинале. Питер победил со счетом 10-6, причём в ходе матча он сумел резко увеличить преимущество с 5-4 до 9-5. В послематчевом интервью шотландец не мог сдержать слёзы. Затем он победил Стивена Бантинга 10-0 со средним значением 105,10, что на 20 очков выше, чем у соперника. Тем не менее, в финале Райт попал на Майкла ван Гервена, которому уступил 5-11. Неделю спустя Райт проиграл Джеймсу Уэйду 5-6 в финале второго турнира Players Championship. По возвращении в Шотландию Райт вновь победил Стивена Бантинга в Премьер-лиге. Тем не менее, Райт оказался в нижней части таблицы и был вынужден побеждать Адриана Льюиса, но уступил 4-7. Райт впервые в карьере сыграл лег за 9 дротиков в финале седьмого Players Championship и выиграл титул, победив Уэйда 6-5 со средним набором 110,14 очков. Он также выиграл 12-й Players Championship, победив Йелле Клаасена 6-1 в финале. Райт и Андерсон обыграли голландцев ван Гервена и ван Барневельда в парном матче в полуфинале Кубка мира. Шотландия вышла в свой первый финал в турнире. Они играли против англичан Тейлора и Льюиса, и игра свелась до пяти игр, решающей из которых оказался матч Райта и Адриана Льюиса, однако шотландец не сумел ничего противопоставить двукратному чемпиону мира и уступил 1-4. В первом турнире Japan Darts Masters в Японии Райт вышел в финал, победив ван Гервена 8-7, при этом закрыв 141. Он выигрывал 7-2 у Фила Тейлора и был в одном леге от титула, однако проиграл.
Райт обновил свой самый высокий средний набор в «телевизионных» матчах до 108,13 в матче против Кима Хейбрехтса, который со счётом 10-5 он выиграл в первом раунде World Matchplay. Победы над Эндрю Гилдингом и Гервином Прайсом позволили ему впервые выйти в полуфинал турнира, но он проиграл ван Гервену 12-17. Терри Дженкинс победил Райта 6-4 в финале 15-го Players Championship. Райт выигрывал у Кима Хейбрехтса (5-2) в финале Гран-при Европы по дартсу, а затем проиграл четыре лега подряд и, соответственно, матч, не реализовав при этом единственный матч-дротик. Райт выиграл свой третий титул Players Championship, обыграв Бенито ван де Паса со счетом 6-5. В полуфинале чемпионата Европы он всухую проигрывал Ван Гервену в полуфинале, однако затем выиграл сразу несколько легов подряд, но всё равно проиграл 7-11. Они вновь встретились в финалах Мировой серии дартс, и на этот раз Райт проиграл первые четыре лега, после чего выйдя вперёд 5-4. При счёте 10-9 на расстоянии одного лега от титула, Райт сделал 180, после чего ван Гервену было необходимо закрывать 129, что голландец и сделал с эффектным броском в «яблочко». После этого Райт не смог закрыть 121 в решающем леге, а ван Гервен сыграл лег за 11 дротиков и не позволил Райту выиграть его первый «телевизионный» турнир.

### Сезон 2016
Райт был близок к поражению в третьем раунде чемпионата мира 2016 года, когда матч-дротик имел Дэйв Чисналл, однако выиграл этот матч. Далее он играл против двукратного чемпиона мира Адриана Льюиса, и, уступая 2-4, имел возможность сократить отставание, однако не использовал свой шанс и проиграл 2-5 в четвертьфинале. Райт дошел до финала UK Open второй год подряд и, как и 12 месяцев назад, встретился с Майклом ван Гервеном. Райт мог сыграть лег в девять дротиков, однако ошибся на удвоении, и в итоге проиграл 4-11. Неделю спустя Райт выиграл первый турнир Players Championship, уступая 3-5 в матче против Льюиса, но одержал победу 6-5. В конце марта Райт вышел в финал German Masters, где проиграл ван Гервену 4-6.
Райт не сумел попасть в Премьер-лигу, а последующие ссоры в социальных сетях между женой Райта Джо, Адрианом Льюисом и членами управленческой команды Гэри Андерсона привели Райта к непопаданию в шотландскую сборную на Кубка мира. Для Райта следующим «телевизионным» турниром PDC, стал World Matchplay, где он смог дойти до четвертьфинала после впечатляющих побед 10-5 и 11-6, соответственно, над Джо Калленом и Иэном Уайтом. Затем он проиграл Льюису 14-16. Ван Гервен победил Райта 6-5 в финале European Darts Open, а затем они встретились в финале Гран-при Европы по дартс, где на этот раз снова победил голландец со счётом 6-2. Райт проиграл Брендану Долану со счетом 0-2 в первом раунде World Grand Prix, но дошел до полуфинала чемпионата Европы, где уступил австрийцу Менсуру Сулйовичу 8-11.
В полуфинале Мировой серии, Фил Тейлор выигрывал 10-8, но не использовал семь матч-дротиков, позволив Райту победить 11-10. Однако в финале Майкл ван Гервен вновь одержал победу, упустив пять шансов сравнять. Матч завершился со счётом 11-9. На Grand Slam of Darts Райт победил Фила Тейлора со счётом 16-10 в четвертьфинале, а на следующей стадии турнира проиграл Ван Гервену 16-й раз подряд. Тогда голландец набрал в среднем 111,17, а у Райта набор составил 102,13. Райт после турнира заявил, что перестаёт менять дротики, так как нашел подходящий для него набор. В финале Players Championship Райт вновь вышел в полуфинал, но уступил Дэйву Чисналлу 8-11.

### Сезон 2017: первый титул крупного турнира
Райт показывал средний набор более 100 очков в каждом из трех своих матчей на чемпионате мира 2017 года, дойдя до четвертьфинальной встречи с Джеймсом Уэйдом, в которой он в среднем набрал 104,79 балла. Победу в матче Райт одержал закрытием 134, выйдя в полуфинал, где встретился с соотечественником Гэри Андерсоном. В ходе матча был счёт 3-3, однако затем Райт проиграл девять из последних десяти легов, и проиграл в итоге 3-6. Он стал третьим в рейтинге, достигнув самого высокого результата в карьере. Райт выиграл первый отборочный турнир на UK Open, обыграв Адриана Льюиса со счетом 6-4 в финале, и выиграл третий турнир с победой над Майклом Смитом со счетом 6-5. Он одержал три победы на шести турнирах, победив Джеймса Уэйда 6-3 в финале последнего, в результате чего возглавил рейтинг UK Open.
Райт показал второй в истории телевизионных матчей средний набор — 119.50. Это случилось в матче против Льюиса, который шотландец выиграл 7-2 на пятой неделе Премьер-лиги. В конце той же недели он играл на UK Open, где был фаворитом букмекерских контор перед турниром из-за его сильной формы и отсутствия травмированного ван Гервена. Он победил Джеймса Ричардсона, Дейва Чиснола и Роба Кросса в первые два дня турнира. В четвертьфинале он обыграл Раймонда ван Барневельда со счетом 10-8 (его средний набор был 110,88) и затем Дэрила Герни со счетом 11-5. Таким образом, он вышел в финал соревнования третий год подряд. Райт победил со счетом 7-2 Гервина Прайса и завоевал свой первый титул с победой 11-6. Райт выиграл German Darts Championship, одержав победу над ван Гервеном 6-3 в финале. Этой победой шотландец прервал серию из десяти поражений подряд. Он также добавил German Darts Open в свою растущую коллекцию турнирных побед после того, как победил Бенито ван де Паса 6-5 в финале. Затем он одержал третью победу на European Tour в этом году, победив ван Гервена 6-0 в финале.
Райт был близок к тому, чтобы занять первое место в таблице Премьер-лиги, однако уступил одно очко ван Гервену. Тем не менее, он впервые вышел в плей-офф, где в матче против Фила Тейлора побеждал со счётом 4-0, однако победа лёгкой не оказалась, и матч завершился со счётом 10-9. В финале Райт выигрывал 7-2 у ван Гервена, однако голландец сумел сравнять счёт, сделав его 8-8. При счёте 10-9 Райт был на расстоянии одного лега от победы: у него оставалось 32 очка после девяти дротиков, прежде чем он не смог реализовать шесть дротиков на титул. Райт также имел возможность выиграть матч в следующем раунде, но не вновь не использовал возможность. Сыграв за 12 дротиков, ван Гервена одержал волевую победу 11-10. Несмотря на это разочарование, два дня спустя Райт выиграл 11-й Players Championship, победив Дэрила Герни 6-3. Райт и Гэри Андерсон потерпели неожиданное поражение, уступив в первом раунде 5-2 Сингапуру на кубке мира.
Райт дошел до финала World Matchplay 2017 года и Grand Slam of Darts 2017, проиграв Филу Тейлору и Майклу ван Гервену, соответственно. Он выиграл свой первый титул на Мировой Серии в Германии, победив Тейлора со счётом 11-4 в финале.

### Сезон 2018
Райт рано покинул чемпионат мира по дартс в 2018 году, проиграв валлийцу Джейми Льюису во втором раунде. Он занял только седьмое месте в Премьер-лиге в 2018 году, но сумел выйти в финал Кубка мира по дартс вместе с Гари Андерсоном, где Шотландия проиграла сборной Нидерландов.
Райт вышел в полуфинал на World Matchplay 2018 года и победил в Melbourne Darts Masters. Он также достиг финала World Grand Prix и Лиги чемпионов 2018 года, уступив Майклу ван Гервену и Гари Андерсону, соответственно.

### Сезон 2019: Кубок мира
На чемпионат мира 2019 года Райт неожиданно проиграл Тони Алчинасу со счетом 1-3 во втором раунде. Он закончил сезон в Премьер-лиге 2019 года восьмым, победив в этом сезоне только Раймонда ван Барневельда и Стива Леннона, выступавшего в качестве приглашённого дартсмена. На Кубке мира сборная Шотландии была представлена Питером Райтом и Гэри Андерсоном. Они выиграли Кубок мира в 2019 году, обыграв Ирландию в финале. Затем Райт выиграл турнир German Darts Masters, обыграв Габриэля Клеменса в финале.
Райт вышел в финал Лиги чемпионов в 2019 году и в матче до 11 выигранных легов против Майкла ван Гервена выигрывал 10-7, но не реализовал три дротика на матч, уступив 10-11. Райт также прошел в финал Grand Slam of Darts, уступив действующему чемпиону Гервину Прайсу.

### Сезон 2020: Чемпион Мира и Европы
На чемпионате мира 2020 года Райт уже в первом раунде против Ноэля Маликдема был близок к провалу, однако победил в решающем леге. Во втором раунде шотландец победил японца Сэйго Асада, а затем Джеффри де Цваана. В четвертьфинале он одержал победу 5-3 над Люком Хамфрисом и вышел в полуфинал впервые с 2017 года. В полуфинале Райт победил Гервина Прайса со счётом 6-3, после чего взял реванш у Майкла ван Гервена за поражение в финале 2014 года, победив со счётом 7-3.
2 февраля Райт победил Майкла Смита со счетом 11–10, завоевав свой первый титул Masters. В ноябре Райт выиграл свой 4-й мейджор, победив Джеймса Уэйда со счётом 11–4 в финале Чемпионата Европы. Райт плохо выступил на турнире Большого шлема, не сумев выйти из группового этапа после поражения со счетом 2–5 от Девона Петерсена в своем последнем матче, позже заявив: «Когда я проиграл Девону, я мог бы довольно легко уйти из спорта». Через неделю Райт был более успешен: он пробился в полуфинал турнира Players Championship Finals, став всего лишь третьим игроком в истории (после Майкла ван Гервена и Фила Тейлора), превысившим отметку в 1 млн. фунтов стерлингов в текущем рейтинге Order of Merit.

### Сезон 2021: Победитель World Matchplay и Players Championship Finals
Райт начал защиту чемпионского титула, победив Стива Уэста в своем первом матче Чемпионата мира 2021, одетый в костюм Гринча. Его пребывание в качестве чемпиона мира закончилось в третьем раунде, когда он был побежден Габриэлем Клеменсом со счётом 4–3.
В июле Райт впервые выиграл титул World Matchplay с доминирующим выступлением, в ходе которого он выиграл все пять своих матчей с преимуществом не менее шести легов, набирая в среднем более 100 очков. Он победил [Данни Нопперта, Джо Каллена, Майкла Смита, Майкла ван Гервена и, наконец, действующего чемпиона Димитри ван ден Берга. Затем он одержал вторую победу на кубке мира в составе команды Шотландии, на этот раз в паре с Джоном Хендерсоном.
В ноябре Райт в третий раз вышел в финал турнира Большого Шлема, победив Жозе де Соузу, Фэллон Шеррок и Майкла Смита в раундах на выбывание (в последнем матче он, отставая 8–12 по ходу матча, победил со счётом 16–12), прежде чем снова проиграть Гервину Прайсу. На следующей неделе Райт выиграл свой первый титул Players Championship Finals, одержав уверенные победы над ван Гервеном и Джонни Клэйтоном, и в финале над Райаном Сёрлом в решающем леге со счётом 11-10. Тем самым Райт также завершил серию выходов в финалы каждого из семи действующих мейджоров PDC, и одержал в них пятую победу за два года.

### Сезон 2022: Второе мировое Чемпионство , первый номер мирового рейтинга
Райт начал свою кампанию на чемпионате мира с убедительной победы над Райаном Мийклом со счётом 3–0. В третьем раунде, проигрывая 2–0 по сетам, он победит Дэймона Хету со счётом 4–2. Затем он победил Райана Сёрла со счетом 4–1, а после, проигрывая со счётом 4–3, победил Каллана Ридза в решающем 9-м сете (5-4) и вышёл в полуфинал. Там он победил Гэри Андерсона со счётом 6–4 и в третий раз в своей карьере вышел в финал. В финальном матче Райт победил Майкла Смита со счётом 7–5 и завоевал свой второй титул чемпиона мира.
На турнире Masters Райт потерпел ранний вылет, проиграв Саймону Уитлоку в 1/8 финала со счётом 8-10. На UK Open он победил Джо Каллена в четвертом раунде (10-6), прежде чем убедительно победить Саймона Уитлока (10-5). Однако его выступление подошло к концу после проигрыша Уильяму О'Коннору со счётом 10-7 после множества промахов в удвоения. 7 марта Райт впервые стал первым номером рейтинга PDC, став 11-м игроком, сделавшим это, а также самым возрастным игроком, впервые занявшим первое место в рейтинге в возрасте 51 года.
В сезоне Премьер-лиги Райт занял 5-е место на групповом этапе и не прошел в плей-офф, одержав всего одну победу в туре — на первой неделе в Кардиффе. На кубке мира пара Райта и Джона Хендерсона победила команду Гонконга со счётом 5-1 в первом раунде, а затем одолела Португалию со счётом 2-0 в 1/8 финала, причем сам Райт одержал победу над Жозе де Соузой со счетом 4-3. В четвертьфинале Шотландия проиграла Англии со счётом 2-0, а сам Райт проиграл Джеймсу Уэйду со счётом 4-1.
13 ноября жена Питера, Джоанн, была доставлена в больницу из-за осложнений после операции по удалению желчного пузыря и гистерэктомии. После завершения турнира Большого Шлема, где он занял третье место в группе и не вышел в плей-офф, Райт снялся с Players Championship Finals, чтобы быть со своей женой. Райт сообщил, что его жена испытывает сильную боль, у нее случился коллапс легкого, который, по-видимому, был вызван разрезом в желчном протоке и ее здоровье ухудшилось после операции. Она провела в больнице 13 дней, прежде чем ее наконец выписали 26 ноября. Однако через 2 дня Райт сообщил на своей странице в Twitter, что ее снова отвезли в больницу и что она ожидает перевода в палату.

### Сезон 2023: Второй титул Чемпиона Европы
На чемпионате мира 2023 года Райт начал защиту своего титула с победы над Микки Манселлом со счётом 3–0. Однако в следующем третьем раунде он проиграл Киму Хюйбрехтсусо счетом 4–1 и вылетел. 12 января на первом турнире Bahrain Darts Masters он победил японца Тору Сузуки со счётом 6–3 в первом раунде, прежде чем проиграть в решающем леге четвертьфинала Робу Кроссу. На следующей неделе он впервые выиграл Nordic Darts Masters, победив Гервина Прайса в финале со счётом 11–5. На турнире Masters дошёл до полуфинала, где в решающем леге уступил Робу Кроссу (10-11). В марте на UK Open после побед над Стивеном Бантингом (10-9) и Калланом Ридзом (10-8) проиграл в шестом раунде (1/8 финала) Ричи Бёрнетту со счётом 8-10.
В сезоне Премьер-лиги Райт занял последнее, 8-е место на групповом этапе, не одержав ни одной недельной победы и лишь один раз добравшись до недельного финала в десятом туре в Бирмингеме, где уступил Джонни Клэйтону со счётом 5-6. На кубке мира пара Райта и Гэри Андерсона на пути к финалу победила команды Филиппин (8-5), Франции (8-0) и Германии (8-5), однако в решающем матче проиграла команде Уэльса (Прайс/Клэйтон) со счётом 2-10.
В октябре на турнире Большого Шлема победил Габриэля Клеменса в первом раунде (2-0) и Райана Сёрла (3-1) — во втором. В четвертьфинале, ведя в счёте 2-0 по сетам, уступил будущему победителю Люку Хамфрису со счётом 2-3. На Чемпионате Европы Райт последовательно победил Габриэля Клеменса, Майкла Смита, Данни Нопперта и в финале — Джеймса Уэйда, и выиграл свой второй титул чемпиона Европы, что позволило ему по итогам сезона остаться в топ-10 рейтинга.

### Сезон 2024
на чемпионате мира 2024 года Райт потерпел неожиданное поражение во втором раунде от Джима Уильямс со счётом 3–0 и закончил выступление после своего первого матча. На турнире UK Open в третий раз подряд вылетел на стадии 1/8 финала после поражения от Стивена Бантинга со счётом 9-10.
Несмотря на неудачные выступления в сезоне-2023, Райт получил приглашение и в 11-й раз подряд принял участие в Премьер-лиге. Однако на протяжении турнира Райт показывал очень слабую игру, одержал всего две победы в четвертьфинальных раундах (над Прайсом в 7-м туре и над Кроссом в 9-м), ни разу не вышел в недельный финал и снова занял последнее восьмое место. На кубке мира сборная Шотландии (Райт/Андерсон) дошла до полуфинала, где проиграла команде Англии (Хамфрис/Смит) со счётом 4-8.
Сезон-2024 стал самым неудачным в карьере Райта. За провалами на чемпионате мира и в Премьер-лиге последовали вылеты в первых раундах World Matchplay, чемпионата Европы, турниров Мирового Гран-При и Player Championship Finals. На турнире Большого Шлема Райт проиграл все три матча группового этапа, набирая в среднем по 83-84 очка за подход, и в третий год подряд не вышел в плей-офф.
В сентябре Райт одержал победу на этапе Евротура, турнире German Darts Championship. В финале против Люка Литтлера, проигрывая со счётом 2-5, он переломил ход матча и выиграл со счётом 8-5.
По итогам года Райт впервые с 2014 года не дошел ни до одного финала мейджоров и опустился на 17-е место в рейтинге Order of Merit, выпав из топ-10 впервые с 2013 года.

### Сезон 2025
На чемпионате мира 2025 года Райт c трудом одержал победу над Уэсли Пласьером во втором раунде со счётом 3-1, а затем выиграл в третьем у Джермейна Уаттимены со счётом 4-2. В четвертом раунде Райт встретился с Люком Хамфрисом, действующим чемпионом мира и главным фаворитом турнира. Несмотря на это Райт провёл выдающийся матч, одержал победу со счётом 4-1 и средним набором в 100.93 очков за подход, и вышел в четвертьфинал.

## Стиль игры

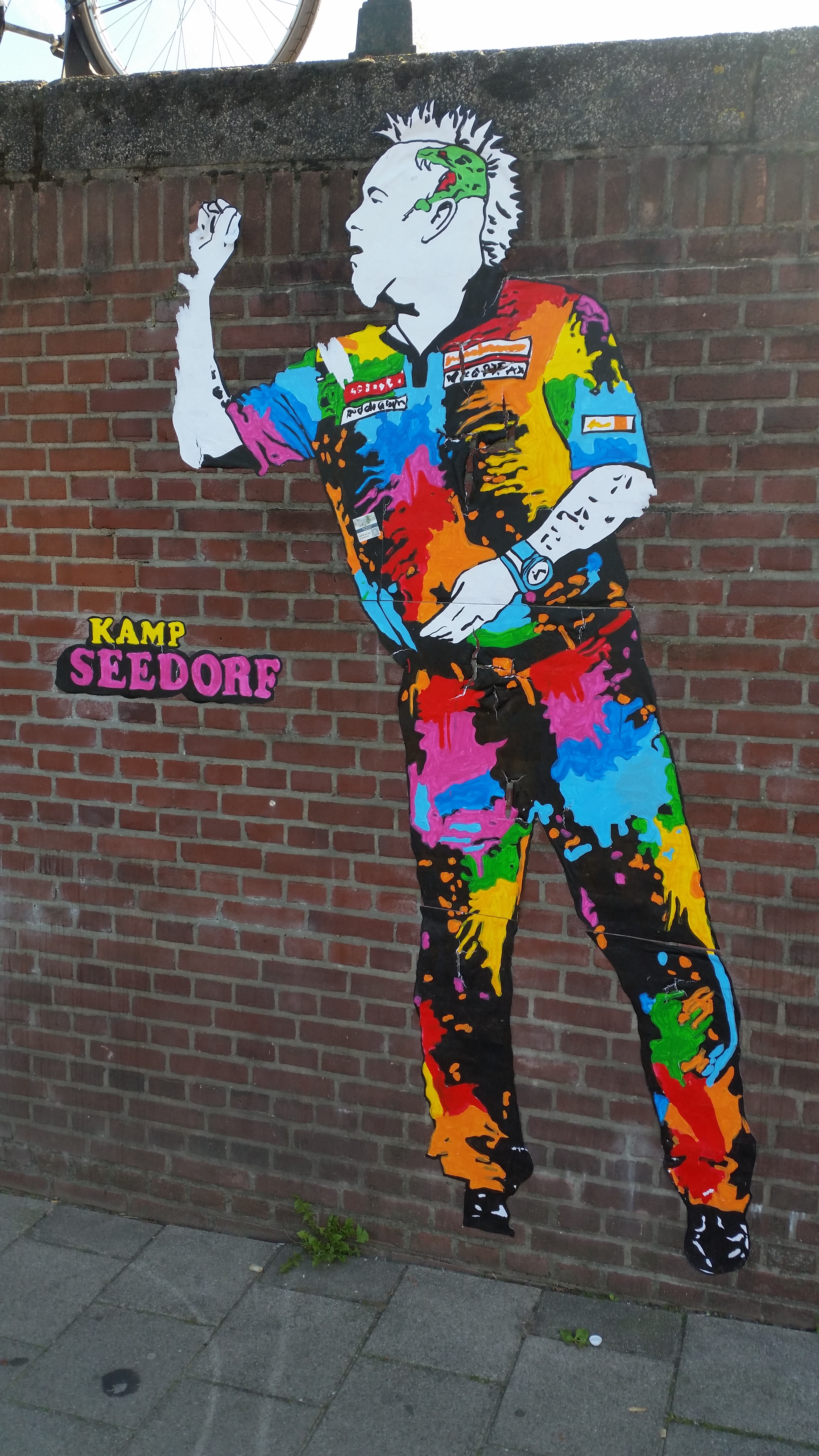
Граффити с изображением Райта в Амстердаме

Райт стал известен благодаря своей яркой прическе-ирокез и экстравагантной одежде. При этом, шотландец в течение турнира часто меняет как причёску, так и вещи. Он тратит два часа для того, чтобы сделать причёску, с чем ему помогает его жена-парикмахер Джоан. По бокам от причёски Райт обычно носит изображение змеи, который олицетворяет прозвище Райта — Snakebite. Ранее считалось, что оно связано с его любимым напитком, но после победы на чемпионате мира 2020 сам Питер сказал, что он «просто любит змей». Ранее дартсмен использовал специальные дротики, которые меняли цвет в зависимости от освещения. Райт, как известно, регулярно пробует разные наборы дротиков, подбирая вес и оперение. Он менял дротики каждый раунд до финала чемпионата мира 2014 года.
Райт при выходе на соревновательную арену исполняет танец под трек Pitbull «Don’t Stop the Party». Он регулярно делает паузу перед третьим броском в удвоение, прося зрителей поддержки. В матче Премьер-лиги он согнул колени, чтобы снизить рост примерно на фут, выполнив показательный бросок. Такие моменты вызвали негативную реакцию среди его коллег-профессионалов: чемпионы мира Адриан Льюис и Майкл ван Гервен назвали это неуважительным. Райт заявил, что его работа состоит в том, чтобы развлекать зрителей и будет продолжать играть в том же духе.

## Выступления на чемпионатах мира

### BDO
- 1995: первый раунд (поражение от Ричи Бёрнетта 1-3)

### PDC
- 2010 : Первый раунд (поражение от Майкла ван Гервена 1-3)
- 2011 : Третий раунд (поражение от Фила Тейлора 1-4)
- 2012 : Первый раунд (поражение от Йелле Клаасена 1-3)
- 2013 : Второй раунд (поражение от Майкла ван Гервена 2-4)
- 2014 : Финалист (поражение от Майкла ван Гервена 4-7)
- 2015 : Четвертьфинал (поражение от Гэри Андерсона 1-5)
- 2016 : Четвертьфинал (поражение от Адриана Льюиса 2-5)
- 2017 : Полуфинал (поражение от Гэри Андерсона 3-6)
- 2018 : Второй раунд (поражение от Джейми Льюиса 1-4)
- 2019 : Второй раунд (поражение от Тони Альчинаса 1-3)
- 2020 : Победитель (победа над Майклом ван Гервеном 7-3)
- 2021 : Третий раунд (поражение от Габриэля Клеменса 3-4)
- 2022 : Победитель (победа над Майклом Смитом 7-5)
- 2023 : Третий раунд (поражение от Кима Хюйбрехтса 1-4)
- 2024 : Второй раунд (поражение от Джима Уильямса 0-3)
- 2025 : Четвертьфинал (поражение от Стивена Бантинга 2-5)

## Леги за 9 дротиков
| Дата            | Противник   | Турнир            | Способ                          | Прим. |
| --------------- | ----------- | ----------------- | ------------------------------- | ----- |
| 29 августа 2020 | Дэрил Гёрни | Премьер-Лига 2020 | 3 x T20; 3 x T20; T20, T19, D12 |       |